# Орлінз (Вермонт)
Орлінз (англ. Orleans) — селище (англ. village) в США, в окрузі Орлінс штату Вермонт. Населення — 788 осіб (2020).

## Географія
Орлінз розташований за координатами 44°48′32″ пн. ш. 72°11′58″ зх. д. / 44.80889° пн. ш. 72.19944° зх. д. (44.808770, -72.199501).  За даними Бюро перепису населення США в 2010 році селище мало площу 2,44 км², з яких 2,35 км² — суходіл та 0,08 км² — водойми.

## Демографія
Згідно з переписом 2010 року, у селищі мешкало 818 осіб у 349 домогосподарствах у складі 217 родин. Густота населення становила 336 осіб/км².  Було 399 помешкань (164/км²).
Расовий склад населення:
| - 94,0 % — білих - 1,5 % — чорних або афроамериканців - 0,5 % — азіатів - 0,2 % — корінних американців |

До двох чи більше рас належало 3,8 %. Частка іспаномовних становила 2,1 % від усіх жителів.
За віковим діапазоном населення розподілялося таким чином: 22,5 % — особи молодші 18 років, 61,7 % — особи у віці 18—64 років, 15,8 % — особи у віці 65 років та старші. Медіана віку мешканця становила 40,8 року. На 100 осіб жіночої статі у селищі припадало 97,6 чоловіків;  на 100 жінок у віці від 18 років та старших — 90,4 чоловіків також старших 18 років.
Середній дохід на одне домашнє господарство  становив 46 423 долари США (медіана — 46 806), а середній дохід на одну сім'ю — 52 799 доларів (медіана — 51 902). Медіана доходів становила 35 813 долари для чоловіків та 30 000 доларів для жінок. За межею бідності перебувало 25,4 % осіб, у тому числі 42,3 % дітей у віці до 18 років та 9,0 % осіб у віці 65 років та старших.
Цивільне працевлаштоване населення становило 349 осіб. Основні галузі зайнятості: освіта, охорона здоров'я та соціальна допомога — 16,0 %, виробництво — 15,8 %, роздрібна торгівля — 14,0 %, будівництво — 12,6 %.